# Lacaussade
Lacaussade är en kommun i departementet Lot-et-Garonne i regionen Nouvelle-Aquitaine i sydvästra Frankrike. Kommunen ligger i kantonen Monflanquin som tillhör arrondissementet Villeneuve-sur-Lot. År 2022 hade Lacaussade 208 invånare.

## Befolkningsutveckling
Antalet invånare i kommunen Lacaussade
| Referens: INSEE |